# 80'er-liv: Holbæk 1985
80'er-liv: Holbæk 1985 er en dansk dokumentarfilm fra 1986 instrueret af Ingebjørn Ejsing.